# ولادیمیر گوسف (دوچرخه‌سوار)
ولادیمیر گوسف (روسی: Владимир Николаевич Гусев؛ زادهٔ ۴ ژوئیهٔ ۱۹۸۲) دوچرخه‌سوار اهل روسیه است.
از باشگاه‌هایی که در آن رکاب زده‌است می‌توان به تیم تینکوف، تیم دوچرخه‌سواری یو.اس. پوستال سرویس، تیم آستانه، و تیم کاتیوشا–آلپتسین اشاره کرد.